# Cantone di Châtillon-Coligny
Il Cantone di Châtillon-Coligny era una divisione amministrativa dell'arrondissement di Montargis.
È stato soppresso a seguito della riforma complessiva dei cantoni del 2014, che è entrata in vigore con le elezioni dipartimentali del 2015.
Comprendeva i comuni di:
- Aillant-sur-Milleron
- La Chapelle-sur-Aveyron
- Le Charme
- Châtillon-Coligny
- Cortrat
- Dammarie-sur-Loing
- Montbouy
- Montcresson
- Nogent-sur-Vernisson
- Pressigny-les-Pins
- Sainte-Geneviève-des-Bois
- Saint-Maurice-sur-Aveyron